# Rafael Urdaneta (Simón Bolívar)
Pour les articles homonymes, voir Urdaneta.
Rafael Urdaneta est l'une des trois paroisses civiles de la municipalité de Simón Bolívar dans l'État de Zulia au Venezuela. Sa capitale est Sabana de La Plata.